# Renio
El renio —de Rhenus, nombre latino del Rin— es un elemento químico, de número atómico 75, que se encuentra en el grup  7 de la tabla periódica de los elementos y cuyo símbolo es Re, descubierto en 1925 por tres científicos alemanes. Es un metal de transición de color blanco-plata, sólido, refractario y resistente a la corrosión, muy utilizado en joyería y como catalizador. Sus propiedades químicas son muy parecidas a las del manganeso, es muy escaso en la corteza terrestre y se obtiene principalmente a partir de minerales de molibdeno.
Existen 35 isótopos y 26 radioisótopos de este elemento, de los cuales los más estables son el 185Re y el 187Re. Los principales yacimientos de renio se encuentran en América y Asia, destacando los de Chile y Kazajistán.

## Características principales
En su forma natural el renio es un elemento sólido, de color blanco plateado y grisáceo, y pertenece a la serie química de los metales de transición. Es uno de los metales con punto de fusión más elevado, solo superado por el tungsteno y el carbono. Tiene estados de oxidación -1, 0, +1, +2, +3, +4, +5, +6 y +7. Es capaz de formar aniones complejos, tales como el pentacloruro de renio, que son capaces de crear sales diferentes debido al efecto de oxidación que produce este elemento cuando recibe el contacto del aire a elevadas temperaturas.
El renio es uno de los metales más densos que existen, ya que su densidad de 21 020 kg/m³ solo es superada por el iridio, el osmio y el platino. Es un elemento escaso en la corteza terrestre (solo 0,001 ppm), mientras que en el aire es estable a temperaturas superiores a los 400 °C, punto a partir del cual comienza a arder y produce heptaóxidos. También hay que destacar que hay pocos picómetros (pm) de diferencia entre los radios medio (135 pm), atómico (137 pm) y covalente (159 pm).

## Historia

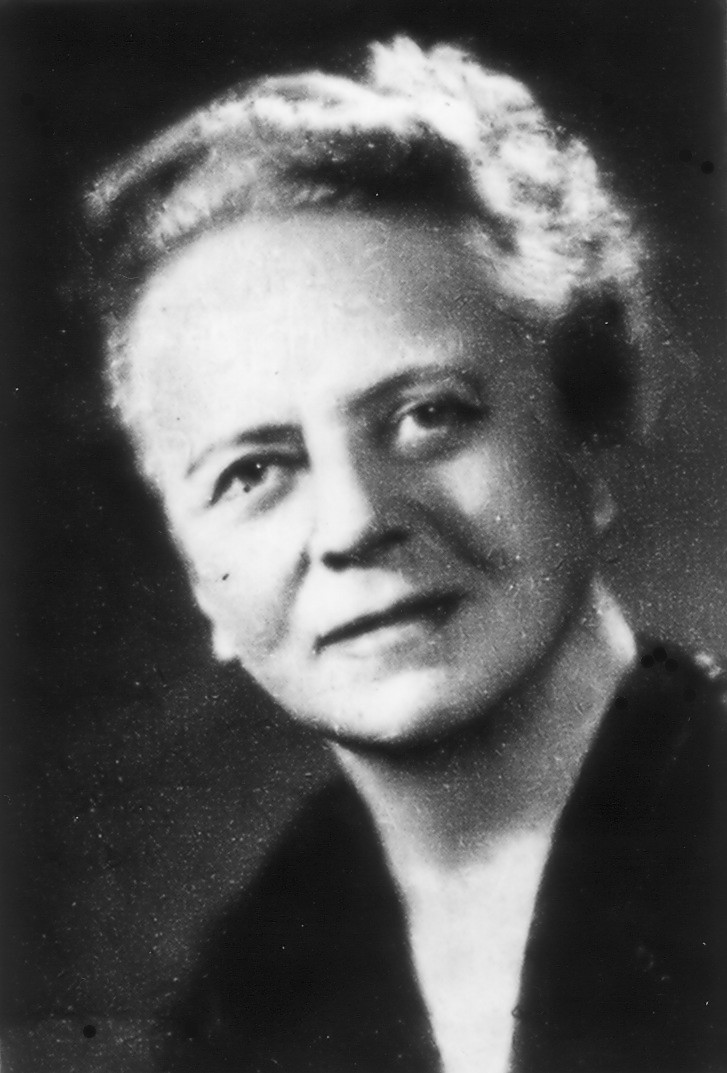
Ida Tacke, una de los científicos que descubrieron el renio.

El descubrimiento del renio se le atribuye a los científicos alemanes Ida Eva Tacke, Walter Karl Friedich Noddack y Otto Carl Berg, debido a que en 1925 publicaron que lo habían detectado en minerales de tantalita, wolframita y columbita mediante análisis espectrográficos con rayos X, en las cercanías del Rin —de donde deriva su nombre en latín—. Anteriormente, Dmitri Mendeléyev estuvo cerca de haberlo descubierto, pues al tratar de deducir las propiedades de un mineral de alto contenido en renio, pensaba que era un derivado del manganeso, por lo que lo denominó como «dvi-manganeso». Posteriormente Henry Moseley, en 1914, extrapoló cálculos acerca del hipotético elemento. En 1928 se consiguió extraer 1 g del elemento de 660 kg de molibdenita, y cuarenta años más tarde, en 1968, se estimó que el 75 % de las extracciones de este elemento en los Estados Unidos fueron destinadas a la fabricación de aleaciones para metales refractarios. En 1971 Chile abrió las puertas a su propia industria metalúrgica, que trabajaba principalmente con el renio. En el periodo comprendido entre 1984 y 1986 se empezaron a diseñar complejos y sofisticados catalizadores basados en este elemento.
En 1908 el químico japonés Masataka Ogawa afirmó haber hallado un nuevo elemento, al que bautizó como «Niponio» —símbolo Np— en honor a su país natal; pero posteriormente se descubrió que el supuesto elemento llevaba pequeñas cantidades de renio, por lo que el símbolo que se le había asignado se empleó para nombrar al neptunio cuando se descubriese. En 2005, la NASA afirmó haber descubierto que el renio contribuyó a la creación del sistema solar. Por ello los científicos de esta organización piensan que puede existir la posibilidad de que elementos como este o el osmio procedan de pequeñas estrellas con elevada densidad de neutrones.

## Abundancia y obtención

Configuración electrónica del elemento.

Los países con mayor producción de renio son Chile y Kazajistán, con 22 900 y 8000 toneladas respectivamente, extraídas en 2007. Otros países involucrados en la producción de renio son Estados Unidos, Armenia, Canadá, Perú y Rusia. La suma de extracciones de renio entre estos siete países es superior a 49 000 toneladas, cantidad que ha aumentado de 2006 a 2007 con una diferencia de más de 2000 kg.
Existen dos métodos de obtención de renio. El primero sería mediante el procesado del molibdeno, que una vez extraído debe ser tratado con ácido nítrico o sulfúrico. La segunda manera es la reducción de perrenato amónico (NH4ReO4) con hidrógeno a una temperatura muy alta. También se puede obtener óxido de renio mediante el tratamiento de algunas sustancias generadas en la tostación de molibdenita, que se reducen con hidrógeno obteniéndose el compuesto en forma de polvo. Es uno de los elementos más escasos en la corteza terrestre, concretamente el número 79 en abundancia.

## Aplicaciones
El renio, al ser un elemento metálico refractario y resistente a la corrosión, es usado principalmente en joyería, en la construcción de filamentos para espectrómetros de masas y como catalizador de reacciones de hidrogenación y deshidrogenación en la industria química. En menor escala se utiliza en aleaciones de wolframio y molibdeno, como conductor eléctrico, en la fabricación de flashes fotográficos y para la construcción de los plumines de las estilográficas. Recientemente científicos chilenos han desarrollado un compuesto derivado del renio que ataca a las células cancerosas, pasando a ser utilizado en medicina para el diagnóstico y tratamiento del cáncer.

## Compuestos

Distribución de los electrones, por nivel.

Los compuestos de renio son de color blanco-plata y fácilmente solubles en agua. Varían entre los nueve estados de oxidación que tiene este elemento, —de -1 a 7—, aunque los estados de oxidación más comunes son 2, 4, 6 y 7. Normalmente se comercializa en forma de perrenatos, especialmente como perrenato sódico o perrenato de amonio.

### Cloruros y oxicloruros
Los cloruros de renio más comunes son el ReCl6, el ReCl5, el ReCl4 y el ReCl3. Las estructuras de estos compuestos a menudo cuentan con una amplia red de unión característica de este metal en los estados de oxidación inferiores a 7. Las sales [Re2Cl8]2- cuentan con un enlace cuádruple metal-metal. También son muy conocidos los bromuros, los yoduros y los fluoruros. De estos últimos el más conocido es el ReF7, y el estado de oxidación de estos compuestos es +7. Por otra parte, al igual que el wolframio y el molibdeno, con el que comparte muchas de sus características químicas, forma unos compuestos llamados oxihalogenuros. Los más destacados son los oxicloruros, como el ReOCl4 o el ReO3Cl.

### Óxidos y sulfuros
Los óxidos más conocidos y comunes de renio son el ReO2, el Re2O5 y el Re2O7. Este último es un óxido volátil que está contenido en una ceniza que si se reduce mediante compresión forma un óxido menor: el ReO2. Por otra parte, este elemento forma dos sulfuros muy conocidos completamente diferenciados: Re2S7 y ReS2. Con estos compuestos hay que tener especial cuidado ya que muchos son fácilmente inflamables al entrar en contacto con el aire, como el Re2S7.

## Isótopos
Se han descubierto un total de 35 isótopos de renio. En la naturaleza existen dos isótopos estables, 185Re y 187Re, de los cuales el 187Re es el más abundante —62,6 % de abundancia natural— y tiene una vida media de 4,35 x 1010 años. Este tiempo de vida se ve afectado en gran parte por la carga de sus átomos. La desintegración beta de los 187Re se utiliza para la datación de minerales de este elemento y de osmio, cuya energía disponible para este decaimiento es de 2,6 ev, una de las energías más bajas conocidas entre todos los radionucleidos. En medicina, son muy utilizados los radioisótopos 186Re y 188Re, que tienen una vida media muy corta. En total, hay 26 radioisótopos.

## Precauciones
Se sabe muy poco acerca de la toxicidad que pueden tener el renio y sus compuestos, ya que estos se utilizan en cantidades muy pequeñas. Las sales solubles que contienen este elemento, como perrenatos y haluros, sí pueden ser peligrosas. Se ha demostrado que algunos de estos compuestos tienen una toxicidad aguda en ratas. Los perrenatos de renio tienen DL50 de 2800 mg/kg —una toxicidad bastante baja—, mientras que el tricloruro de renio mostró DL50 de 280 mg/kg, una toxicidad diez veces mayor. En algunos casos, al ser un elemento radionucleido, manifiesta radiación de partículas alfa y rayos X.
Sus efectos en animales engloban irritación en ojos, piel e incluso en vías respiratorias en caso de inhalación, provocando fibrosis pulmonar y mareos en caso de recibir el contacto de un vapor derivado de este elemento. El impacto ambiental del renio se reduce a la expulsión de gases tóxicos en la industria una vez utilizado. Los compuestos de renio más peligrosos son el ReS7, que se inflama al contactar con el aire, y el hexametilrenio —quizás el más problemático ya que presenta un grave riesgo de explosión—.